# TBXAS1
TBXAS1 (англ. Thromboxane A synthase 1) – білок, який кодується однойменним геном, розташованим у людей на короткому плечі 7-ї хромосоми. Довжина поліпептидного ланцюга білка становить 533 амінокислот, а молекулярна маса — 60 518.
| 10         |  | 20         |  | 30         |  | 40         |  | 50         |
| ---------- |  | ---------- |  | ---------- |  | ---------- |  | ---------- |
| MEALGFLKLE |  | VNGPMVTVAL |  | SVALLALLKW |  | YSTSAFSRLE |  | KLGLRHPKPS |
| PFIGNLTFFR |  | QGFWESQMEL |  | RKLYGPLCGY |  | YLGRRMFIVI |  | SEPDMIKQVL |
| VENFSNFTNR |  | MASGLEFKSV |  | ADSVLFLRDK |  | RWEEVRGALM |  | SAFSPEKLNE |
| MVPLISQACD |  | LLLAHLKRYA |  | ESGDAFDIQR |  | CYCNYTTDVV |  | ASVAFGTPVD |
| SWQAPEDPFV |  | KHCKRFFEFC |  | IPRPILVLLL |  | SFPSIMVPLA |  | RILPNKNRDE |
| LNGFFNKLIR |  | NVIALRDQQA |  | AEERRRDFLQ |  | MVLDARHSAS |  | PMGVQDFDIV |
| RDVFSSTGCK |  | PNPSRQHQPS |  | PMARPLTVDE |  | IVGQAFIFLI |  | AGYEIITNTL |
| SFATYLLATN |  | PDCQEKLLRE |  | VDVFKEKHMA |  | PEFCSLEEGL |  | PYLDMVIAET |
| LRMYPPAFRF |  | TREAAQDCEV |  | LGQRIPAGAV |  | LEMAVGALHH |  | DPEHWPSPET |
| FNPERFTAEA |  | RQQHRPFTYL |  | PFGAGPRSCL |  | GVRLGLLEVK |  | LTLLHVLHKF |
| RFQACPETQV |  | PLQLESKSAL |  | GPKNGVYIKI |  | VSR        |  |            |

A: Аланін

C: Цистеїн

D: Аспарагінова кислота

E: Глутамінова кислота

F: Фенілаланін

G: Гліцин

H: Гістидин

I: Ізолейцин

K: Лізин

L: Лейцин

M: Метіонін

N: Аспарагін

P: Пролін

Q: Глутамін

R: Аргінін

S: Серин

T: Треонін

V: Валін

W: Триптофан

Кодований геном білок за функціями належить до оксидоредуктаз, ізомераз. 
Задіяний у таких біологічних процесах, як метаболізм жирних кислот, метаболізм ліпідів, біосинтез жирних кислот, біосинтез ліпідів, біосинтез простагландинів, метаболізм простагландинів, альтернативний сплайсинг. 
Білок має сайт для зв'язування з іонами металів, іоном заліза, гемом. 
Локалізований у мембрані, ендоплазматичному ретикулумі.